# Premier concours international Chopin sur instruments d'époque
Le premier Concours international Chopin sur instruments d'époque a été organisé par l'Institut Frédéric-Chopin (en) et s'est tenu du 2 au 14 septembre 2018 à Varsovie. 30 pianistes de 9 pays ont été invités à participer au concours. Le concours a été remporté par le Polonais Tomasz Ritter.
L'idée du concours est d'interpréter la musique de Chopin sur des instruments pour lesquels elle a été composée. Les pianistes pouvaient choisir le piano sur lequel ils jouaient pendant le concours parmi trois originaux restaurés — l'Érard de 1837, le Pleyel de 1842, le Broadwood de 1847-1848 et deux copies modernes (la copie Buchholtz de 1826 par Paul McNulty et la copie Graf de 1819 par McNulty). Contrairement au Concours international de piano Chopin sur instruments contemporains, les pianistes interprétaient des pièces individuelles sur divers instruments.

## Lauréats
Premiers prix
- 1er prix :  Tomasz Ritter ;
- 2d prix :  Naruhiko Kawaguchi,  Aleksandra Świgut ;
- 3e prix :  Krzysztof Książek.

Mentions honorables
- Dmitry Ablogin ;
- Antoine de Grolée.